# Хамда Аль-Кубаиси
Хамда Аль-Кубаиси (род. 8 августа 2002, Абу-Даби, ОАЭ) — автогонщица из ОАЭ. В июне 2021 года она стала первой женщиной в истории Итальянской Формулы-4, занявшей подиум, заняв третье место в первой гонке сезона в Мизано.

## Карьера

### Картинг
Хамда начала заниматься картингом в 2015 году и стала первой эмираткой, приглашенной на спонсируемый FIA трофей CIK-FIA Karting Academy Trophy в 2016 году. В 2017 году она заняла 3-е место в чемпионате IAME X30.

### Младшие формулы

#### 2019 год
Хамда дебютировала в Итальянской Формуле-4 в середине сезона 2019 года, когда она присоединилась к своей старшей сестре Амне Аль-Кубаиси в команде Abu Dhabi Racing by Prema, организованной в сотрудничестве со структурой Iron Lynx.

#### 2020 год
После победы в трёх гонках на родной земле в серии F4 Объединенных Арабских Эмиратов в сезоне 2020 года она вернулась для участия в полной кампании в Италии с Iron Lynx и набрала два очка.

#### 2021 год
В чемпионате ОАЭ Формулы-4 в сезоне 2021 года Хамда одержала ещё три победы, одну поул-позицию и шесть подиумов, чтобы снова занять четвёртое место в турнирной таблице. Она приняла участие в Итальянской Формуле-4. Во время этапа, проведенного в Мизано в июне 2021 года, Хамда стала первой женщиной, поднявшейся на подиум чемпионата, заняв третье место после Леонардо Форнароли и Оливера Бермана. При этом ей также удалось завоевать свой первый подиум в Европе. Она завоевала ещё три очка и завершила чемпионат на 17-м месте с 24 очками.

### Региональная Формула
В межсезонье Хамда приняла участие в региональном чемпионате Азии Формулы 2022 года с Evans GP. Она не смогла набрать очки и закончила чемпионат 28-й.
В сезоне 2022 года Хамда участвовала в полном сезоне регионального чемпионата Европы Формулы с Prema Powerteam.

### ФИА Формула-3
Хамда была выбрана для участия в тестировании автомобиля ФИА Формулы-3 16—17 сентября 2022 года вместе с тремя другими женщинами в Маньи-Куре.

## Статистика выступлений

### Сводная таблица
| Сезон | Серия                          | Команда                   | Старты | Победы | Поулы | БК | Подиумы | Очки | Место |
| ----- | ------------------------------ | ------------------------- | ------ | ------ | ----- | -- | ------- | ---- | ----- |
| 2019  | Итальянская Формула-4          | Abu Dhabi Racing by Prema | 6      | 0      | 0     | 0  | 0       | 0    | 42    |
| 2019  | Формула-4 ОАЭ - Трофейный этап | Abu Dhabi Racing          | 2      | 0      | 0     | 0  | 0       | н/д  | НКЛ   |
| 2020  | Формула-4 ОАЭ                  | Abu Dhabi Racing          | 19     | 3      | 7     | 6  | 12      | 258  | 4     |
| 2020  | Итальянская Формула-4          | Abu Dhabi Racing          | 19     | 0      | 0     | 0  | 0       | 3    | 25    |
| 2020  | ADAC Формула-4                 | Iron Lynx                 | 3      | 0      | 0     | 0  | 0       | 0    | НКЛ   |
| 2021  | Формула-4 ОАЭ                  | Abu Dhabi Racing by Prema | 19     | 3      | 0     | 2  | 7       | 221  | 4     |
| 2021  | Итальянская Формула-4          | Prema Powerteam           | 21     | 0      | 0     | 0  | 1       | 24   | 17    |
| 2021  | ADAC Формула-4                 | Prema Powerteam           | 6      | 0      | 0     | 0  | 0       | 0    | 21    |
| 2022  | Региональная формула Азии      | Abu Dhabi Racing by Prema | 15     | 0      | 0     | 0  | 0       | 0    | 28    |
| 2022  | Региональная формула Европы    | Prema Racing              | 15     | 0      | 0     | 0  | 0       | 0    | 38    |
| 2023  | Формула-4 ОАЭ                  | Yas Heat Racing Academy   | 15     | 0      | 0     | 0  | 0       | 12   | 20    |
| 2023  | Академия F1                    | MP Motorsport             | 21     | 4      | 2     | 5  | 7       | 207  | 3     |
| Сезон | Серия                          | Команда                   | Старты | Победы | Поулы | БК | Подиумы | Очки | Место |

 ·  Сезон продолжается.
| Легенда к таблице |                                                                    |
| --- | ------------------------------------------------------------------ |
| В таблице перечислены результаты всех гонок, в которых принимал участие гонщик. Строками таблицы являются сезоны, столбцами — этапы соревнований. В каждой клетке указаны сокращённое название этапа и результат, дополнительно обозначенный цветом. Расшифровка обозначений и цветов представлена в нижеследующей таблице. |                                                                    |
| \| Пример \| Описание \| \| ------------ \| ------------------------------------------------------------------ \| \| 1 \| Победитель \| \| 2 \| Второе место \| \| 3 \| Третье место \| \| 5 \| Финишировал, заработав очки \| \| Сход \| Не финишировал, но при этом заработал очки \| \| 12 \| Финишировал, не получив очков \| \| НКЛ \| Финишировал, но не попал в финальную классификацию \| \| 15 \| Участвовал вне зачёта, либо по отдельной классификации \| \| 18 \| Не финишировал, но попал в финальную классификацию \| \| Сход \| Не финишировал \| \| НКВ \| Не прошёл квалификацию \| \| НПКВ \| Не прошёл предквалификацию \| \| ДСК \| Дисквалифицирован \| \| ИСК \| Исключён из протокола соревнований \| \| ТТ \| Заявлен для участия только в тренировках \| \| НС \| Участвовал в квалификации, но не стартовал в гонке \| \| Т \| Травмирован или болен \| \| ОТК \| Отказ от участия \| \| НТР \| Прибыл на соревнования, но на трассу не выезжал \| \| НПР \| Был заявлен в числе участников, но не прибыл к началу соревнований \| \| О \| Соревнования отменены \| \| \| Не участвовал \| \| Поул-позиция \| \| \| Быстрый круг \| \| |                                                                    |
| Пример | Описание                                                           |
| 1 | Победитель                                                         |
| 2 | Второе место                                                       |
| 3 | Третье место                                                       |
| 5 | Финишировал, заработав очки                                        |
| Сход | Не финишировал, но при этом заработал очки                         |
| 12 | Финишировал, не получив очков                                      |
| НКЛ | Финишировал, но не попал в финальную классификацию                 |
| 15 | Участвовал вне зачёта, либо по отдельной классификации             |
| 18 | Не финишировал, но попал в финальную классификацию                 |
| Сход | Не финишировал                                                     |
| НКВ | Не прошёл квалификацию                                             |
| НПКВ | Не прошёл предквалификацию                                         |
| ДСК | Дисквалифицирован                                                  |
| ИСК | Исключён из протокола соревнований                                 |
| ТТ | Заявлен для участия только в тренировках                           |
| НС | Участвовал в квалификации, но не стартовал в гонке                 |
| Т | Травмирован или болен                                              |
| ОТК | Отказ от участия                                                   |
| НТР | Прибыл на соревнования, но на трассу не выезжал                    |
| НПР | Был заявлен в числе участников, но не прибыл к началу соревнований |
| О | Соревнования отменены                                              |
| | Не участвовал                                                      |
| Поул-позиция |                                                                    |
| Быстрый круг |                                                                    |

### Комментарии
1. ↑  Сезон продалжается.
2. ↑  Участвовала только в трофейном этапе.
3. ↑  Участвовала в соревнованиях по приглашению, поэтому ей не начислялись очки чемпионата.